# Hessiano
Em matemática, a matriz hessiana de uma função "f" de n variáveis é a matriz quadrada com "n" colunas e "n" linhas (n X n) das derivadas parciais de segunda ordem da função. Por isto, esta matriz descreve a curvatura local da função "f". Matrizes hessianas são usadas em larga escala em problemas de otimização que usam métodos newtonianos.
A matriz hessiana foi desenvolvida no século XIX pelo alemão Ludwig Otto Hesse, razão pela qual mais tarde James Joseph Sylvester lhe deu este nome. O próprio Hesse, ao contrário, usava o termo "determinantes funcionais".

## Definição formal em termos matemáticos
Dada uma função real de n variáveis reais
{\displaystyle f(\mathbf {x} )=f({x_{1}},{x_{2}},{x_{3}}...,x_{n}),}
sendo que x (em negrito) indica o vetor de dimensão {\displaystyle n\times 1} das variáveis {\displaystyle x_{1},x_{2},x_{3}...,x_{n}.}
Lembre-se da notação para as derivadas parciais da função em relação às variáveis:
| Em linguagem matemática | Em português | Exemplo: função com n=2: {\displaystyle f(\mathbf {x} )=f\left({x_{1}},{x_{2}}\right)=2x_{1}{x_{2}}^{3}}                                                          |
| --- | --- | --- |
| {\displaystyle {\frac {\partial f}{\partial {x_{1}}}}} | derivada parcial de primeira ordem da função "f" em relação a uma variável {\displaystyle {x_{1}}} | {\displaystyle {\frac {\partial f}{\partial {x_{1}}}}={\frac {\partial \left(2{x_{1}}{x_{2}}^{3}\right)}{\partial {x_{1}}}}=2{x_{2}}^{3}}                         |
| {\displaystyle {\frac {\partial }{\partial {x_{1}}}}\left({\frac {\partial f}{\partial {x_{2}}}}\right)={\frac {\partial ^{2}f}{\partial {x_{1}}\,\partial {x_{2}}}}} | A derivada da derivada (derivada de segunda ordem): primeiro tomou-se a derivada da função "f" em relação à variável {\displaystyle {x_{2}}} e depois derivou-se esta derivada em relação à variável {\displaystyle {x_{1}}}. | {\displaystyle {\frac {\partial ^{2}f}{\partial {x_{1}}\,\partial {x_{2}}}}={\frac {\partial \left(2{x_{2}}^{3}\right)}{\partial \partial {x_{2}}}}=6{x_{2}}^{2}} |

Se todas as derivadas parciais de "f" existirem, então a matriz hessiana de f é a matriz quadrada das derivadas de segunda ordem de f:
{\displaystyle H\left[f({x_{1}},{x_{2}},{x_{3}},...,x_{n})\right]={\begin{bmatrix}{\frac {\partial ^{2}f}{\partial {x_{1}}^{2}}}&{\frac {\partial ^{2}f}{\partial {x_{1}}\,\partial {x_{2}}}}&\cdots &{\frac {\partial ^{2}f}{\partial {x_{1}}\,\partial x_{n}}}\\\\{\frac {\partial ^{2}f}{\partial {x_{2}}\,\partial {x_{1}}}}&{\frac {\partial ^{2}f}{\partial {x_{2}}^{2}}}&\cdots &{\frac {\partial ^{2}f}{\partial {x_{2}}\,\partial x_{n}}}\\\\\vdots &\vdots &\ddots &\vdots \\\\{\frac {\partial ^{2}f}{\partial x_{n}\,\partial {x_{1}}}}&{\frac {\partial ^{2}f}{\partial x_{n}\,\partial {x_{2}}}}&\cdots &{\frac {\partial ^{2}f}{\partial x_{n}^{2}}}\end{bmatrix}}}
Uma outra definição equivalente é: dado o vetor gradiente n X 1, a matriz hessiana é sua derivada. Por isso, há outras representações para a mesma matriz hessiana H acima:
{\displaystyle H=D\left[\nabla f\left(\mathbf {x} \right)\right]=D^{2}f_{\mathbf {x} }=D^{2}f\left(\mathbf {x} \right)={\frac {\partial ^{2}f}{\partial (\mathbf {x} )}}(\mathbf {x} ).}

## Propriedades da matriz hessiana
- Dimensão: Como uma função com "n" variáveis tem n2 derivadas parciais de segunda ordem, a matriz hessiana também terá n2 elementos. Por isto, ela sempre será uma matriz quadrada de dimensão n X n.
- Fora da diagonal principal, uma matriz hessiana é composta por derivadas mistas de f.
- Simetria: Se as "segundas derivadas" de f são todas contínuas em uma região dada {\displaystyle \Omega ,} consequentemente a hessiana de f é uma matriz simétrica em cada ponto de {\displaystyle \Omega ,} dado que, pelo teorema de Young[6] e pelo teorema de Schwartz, nestes casos a ordem de diferenciação não importa (veja, a este respeito, simetria da segunda derivada e Teorema de Schwartz):

{\displaystyle {\frac {\partial }{\partial {x_{1}}}}\left({\frac {\partial f}{\partial {x_{2}}}}\right)=} {\displaystyle {\frac {\partial ^{2}f}{\partial {x_{1}}\,\partial {x_{2}}}}} {\displaystyle ={\frac {\partial }{\partial {x_{2}}}}\left({\frac {\partial f}{\partial {x_{1}}}}\right)=} {\displaystyle {\frac {\partial ^{2}f}{\partial {x_{2}}\,\partial {x_{1}}}}}
Para variáveis genéricas xi e xj, esta igualdade pode ser rescrita como:
{\displaystyle \partial _{x_{i}x_{j}}f=\partial _{x_{j}x_{i}}f}

## Pontos críticos e discriminante
Se o gradiente da função f é zero em um ponto x que pertence ao domínio da função, então f em x possui um ponto crítico. O determinante do hessiano em x é chamado de discriminante em x. Se este determinante for zero, x será chamado de ponto crítico degenerado de f. Do contrário, o ponto não será degenerado.

## Concavidade de funções
A matriz hessiana é útil para identificar a concavidade de funções duas vezes diferenciáveis. Seja {\displaystyle f\left(x_{1},x_{2},...,x_{n}\right)} uma função de n variáveis com derivadas parciais de primeira e segunda ordem contínuas em um conjunto convexo aberto S.
- A função é côncava (e portanto semicôncava também) se e somente se a matriz hessiana for semidefinida negativa
- Se a matriz hessiana é definida negativa, então a função é estritamente côncava. Isso não significa, no entanto, que se a função for estritamente côncava, então H(f) é negativa definida para todo x pertencente a S[7].
- Se a matriz hessiana for definida positiva, então a função é estritamente convexa
- A função é convexa se a matriz hessiana é semidefinida positiva

| Propriedade da função                           | Propriedade da matriz hessiana | Propriedade da matriz hessiana | Propriedade da matriz hessiana | Propriedade da matriz hessiana |
| Propriedade da função                           | Semidefinida                   | Semidefinida                   | Definida                       | Definida                       |
| Propriedade da função                           | Positiva                       | Negativa                       | Positiva                       | Negativa                       |
| ----------------------------------------------- | ------------------------------ | ------------------------------ | ------------------------------ | ------------------------------ |
| Função côncava (e portanto também quasicôncava) |                                | X                              |                                |                                |
| Função convexa                                  | X                              |                                |                                |                                |
| Função estritamente côncava                     |                                |                                |                                | X                              |
| Função estritamente convexa                     |                                |                                | X                              |                                |

## Exemplo simples: como encontrar a matriz hessiana
Considere a função {\displaystyle f\left(x,y\right)=2x-y+2xy-x^{2}-y^{2}} definida no conjunto de todos os pares de números. Sua matriz hessiana é:
{\displaystyle H\left[f(x,y)\right]={\begin{bmatrix}{\frac {\partial ^{2}f}{\partial x^{2}}}&{\frac {\partial ^{2}f}{\partial x\,\partial y}}\\\\{\frac {\partial ^{2}f}{\partial y\,\partial x}}&{\frac {\partial ^{2}f}{\partial y^{2}}}\\\end{bmatrix}}={\begin{bmatrix}-2&2\\2&-2\end{bmatrix}},}
que é uma matriz negativa semidefinida, portanto f é côncava. Note que neste caso o Hessiano não depende de x e y, mas em geral depende.

## Uso da matriz hessiana para caracterizar pontos críticos
Dada a função {\displaystyle f(\mathbf {x} )=f({x_{1}}^{*},{x_{2}}^{*},{x_{3}}^{*},\ldots ,x_{n}^{*}),} a condição necessária para que um determinado ponto {\displaystyle ({x_{1}}^{*},{x_{2}}^{*},{x_{3}}^{*}\ldots ,x_{n}^{*})} seja um ponto crítico é que todas as derivadas parciais, calculadas naquele ponto específico, sejam iguais a zero. No entanto, para definir se este ponto crítico é um ponto de máximo, mínimo ou de sela, é preciso calcular o determinante da matriz hessiana e seus menores principais. Para isso, pode-se seguir os seguintes passos:
1. Calcular as "n" derivadas de primeira ordem da função f. O resultado será "n" funções das variáveis do vetor n × 1 {\displaystyle \mathbf {x} .}
2. Igualar cada uma das "n" funções do item 1 a zero. Com isso, serão descobertos valores para cada uma das variáveis {\displaystyle x_{1},x_{2},x_{3},\ldots ,x_{n}.} Chamaremos estes valores, cujas coordenadas compõem o ponto crítico, de {\displaystyle ({x_{1}}^{*},{x_{2}}^{*},{x_{3}}^{*},\ldots ,x_{n}^{*}).} Igualmente, o vetor n X 1 destes valores (números) será chamado de {\displaystyle \mathbf {x^{*}} ={\begin{bmatrix}{x_{1}}^{*}\\{x_{2}}^{*}\\{x_{3}}^{*}\\\vdots \\x_{n}^{*}\end{bmatrix}}.} Reservar este ponto crítico.
3. A partir das derivadas de primeira ordem calculadas no item 1, calcular as derivadas de segunda ordem da função f e montar a matriz hessiana n X n. Notar que é possível que muitos elementos desta matriz sejam função das variáveis {\displaystyle ({x_{1}},{x_{2}},\ldots ,x_{n}).}
4. Substitua as variáveis {\displaystyle ({x_{1}},{x_{2}},{x_{3}},\ldots ,x_{n}),} presentes na matriz hessiana montada no item 3, pelos valores correspondentes do ponto crítico, ou seja, pelos valores do vetor {\displaystyle \mathbf {x^{*}} .} A matriz resultante não terá mais variáveis, somente números. Por exemplo, a derivada da função f em relação à variável {\displaystyle {x_{2}},} por sua vez derivada em relação à variável {\displaystyle {x_{1}},} calculada para o vetor {\displaystyle (\mathbf {x^{*}} ),} será representado por {\displaystyle {\frac {\partial ^{2}f}{\partial {x_{2}}\,\partial {x_{1}}}}(\mathbf {x^{*}} )} e significa um número.
5. A partir da matriz resultante do item 4, calcular os menores principais. Os resultados serão números.
  - {\displaystyle \left|H_{1}\right\vert =\left|{\frac {\partial ^{2}f}{\partial {x_{1}}^{2}}}(\mathbf {x^{*}} )\right\vert ;}
  - {\displaystyle \left|H_{2}\right\vert ={\begin{vmatrix}{\frac {\partial ^{2}f}{\partial {x_{1}}^{2}}}(\mathbf {x^{*}} )&{\frac {\partial ^{2}f}{\partial {x_{1}}\,\partial {x_{2}}}}(\mathbf {x^{*}} )\\\\{\frac {\partial ^{2}f}{\partial {x_{2}}\,\partial {x_{1}}}}(\mathbf {x^{*}} )&{\frac {\partial ^{2}f}{\partial {x_{2}}^{2}}}(\mathbf {x^{*}} )\\\end{vmatrix}};}
  - {\displaystyle \left|H_{3}\right\vert ={\begin{vmatrix}{\frac {\partial ^{2}f}{\partial {x_{1}}^{2}}}(\mathbf {x^{*}} )&{\frac {\partial ^{2}f}{\partial {x_{1}}\,\partial {x_{2}}}}(\mathbf {x^{*}} )&{\frac {\partial ^{2}f}{\partial {x_{1}}\,\partial {x_{3}}}}(\mathbf {x^{*}} )\\\\{\frac {\partial ^{2}f}{\partial {x_{2}}\,\partial {x_{1}}}}(\mathbf {x^{*}} )&{\frac {\partial ^{2}f}{\partial {x_{2}}^{2}}}(\mathbf {x^{*}} )&{\frac {\partial ^{2}f}{\partial {x_{2}}\,\partial {x_{3}}}}(\mathbf {x^{*}} )\\\\{\frac {\partial ^{2}f}{\partial {x_{3}}\,\partial {x_{1}}}}(\mathbf {x^{*}} )&{\frac {\partial ^{2}f}{\partial {x_{3}}\,\partial {x_{2}}}}(\mathbf {x^{*}} )&{\frac {\partial ^{2}f}{\partial {x_{3}}^{2}}}(\mathbf {x^{*}} )\\\end{vmatrix}};}
  - {\displaystyle \left|H_{n}\right\vert ={\begin{vmatrix}{\frac {\partial ^{2}f}{\partial {x_{1}}^{2}}}(\mathbf {x^{*}} )&{\frac {\partial ^{2}f}{\partial {x_{1}}\,\partial {x_{2}}}}(\mathbf {x^{*}} )&\cdots &{\frac {\partial ^{2}f}{\partial {x_{1}}\,\partial x_{n}}}(\mathbf {x^{*}} )\\\\{\frac {\partial ^{2}f}{\partial {x_{2}}\,\partial {x_{1}}}}(\mathbf {x^{*}} )&{\frac {\partial ^{2}f}{\partial {x_{2}}^{2}}}(\mathbf {x^{*}} )&\cdots &{\frac {\partial ^{2}f}{\partial {x_{2}}\,\partial x_{n}}}(\mathbf {x^{*}} )\\\\\vdots &\vdots &\vdots &\vdots \\\\{\frac {\partial ^{2}f}{\partial x_{n}\,\partial {x_{1}}}}(\mathbf {x^{*}} )&{\frac {\partial ^{2}f}{\partial x_{n}\,\partial {x_{2}}}}(\mathbf {x^{*}} )&\cdots &{\frac {\partial ^{2}f}{\partial x_{n}^{2}}}(\mathbf {x^{*}} )\end{vmatrix}}=\left|H_{n}\right\vert }=determinante da matriz hessiana calculada no item 4.
6. Verificar o sinal dos menores principais do item 5[8]:
| Condição                                                                                                 | A matriz H          | O ponto crítico {\displaystyle ({x_{1}}^{*},{x_{2}}^{*},{x_{3}}^{*},\ldots ,x_{n}^{*})} |
| --- | ------------------- | --------------------------------------------------------------------------------------- |
| {\displaystyle \left\|H_{1}\right\vert >0,\left\|H_{2}\right\vert >0,\left\|H_{3}\right\vert >0,\ldots } | É positiva definida | É ponto de mínimo.                                                                      |
| {\displaystyle \left\|H_{1}\right\vert <0,\left\|H_{2}\right\vert >0,\left\|H_{3}\right\vert <0,\ldots } | É negativa definida | É ponto de máximo.                                                                      |